# NGC 1643
NGC 1643 (другие обозначения — MCG -1-13-1, IRAS04412-0524, PGC 15891) — галактика в созвездии Эридан.
Этот объект входит в число перечисленных в оригинальной редакции «Нового общего каталога».
В галактике вспыхнула сверхновая SN 1999et типа II, её пиковая видимая звездная величина составила 17,6.
В галактике вспыхнула сверхновая SN 1995G типа IIp, её пиковая видимая звездная величина составила 15,5.